# Mohammed Musa Al-Amri
Pour les articles homonymes, voir Amri.
 (novembre 2015).
Si vous disposez d'ouvrages ou d'articles de référence ou si vous connaissez des sites web de qualité traitant du thème abordé ici, merci de compléter l'article en donnant les références utiles à sa vérifiabilité et en les liant à la section « Notes et références ».
Mohammed Al-Amri Musa (né le 1er janvier 1965) est un homme politique yéménite. Il dirige le parti politique Al- Rachad au Yémen, et a été désigné comme ministre le 7 novembre 2014 dans le cadre du gouvernement  de Khaled Bahah. Il a maintenu son poste de ministre malgré le coup d'état de 2014 mené par les Houthis qui a engendré la chute du gouvernement de Bahah le 22 janvier 2015.

## Jeunesse et éducation
Mohammed Al-Amri Musa est né dans le village de Beni Amer dans la province de Casablanca (région centrale du Yémen.) Il a réalisé ses études dans le domaine du droit islamique au Yémen (où il a fréquenté l'école Dar Al–Hadith) mais aussi en Arabie Saoudite. Il a obtenu une maîtrise en droit islamique et a fait un diplôme de spécialisation à l'Université islamique d'Omdurman, au Soudan.

## Parcours politique
Mohammed Al-Amri Musa a récemment été nommé président d'Al-Rachad, le premier parti politique salafiste au Yémen créé en mars 2012.
Il a gagné en notoriété lorsque le parti a été reconnu officiellement comme une formation politique légitime par le « gouvernement d'unité nationale» créé en novembre 2011 dans le cadre du cadre de l'accord de transition signé par le parti d’ Ali Abdallah Saleh et l'opposition, sous l'égide du Conseil de Coopération du Golfe. Au cours d’un entretien accordé à la chaîne de télévision Al-Yaman TFV, Mohammed a affirmé que le soulèvement au Yémen de 2011 représenterait pour le Yémen une occasion d’encourager la participation populaire dans le processus démocratique et de promouvoir un changement substantiel dans les structures politiques. Dans ce contexte, l’avenir d’un parti politique salafiste semblait, selon lui, très prometteur.
La mission d’Al-Rachad a été de créer un «nouveau modèle» d’expression politique de l’Islam au Yémen visant à communiquer "un message islamique authentique, orthodoxe et réaliste." En 2013, Mohammed Al-Amri a fait valoir que "le plus grand frein à la participation des salafistes à la vie politique est la crainte que la formation d’Al-Rachad n’apporte rien de nouveau au débat politique yéménite.»
Réagissant à la réputation négative du salafisme aux yeux du public yéménite, le président du parti Al-Rachad a déclaré qu’ « il n'y a pas d'objectivité lorsqu’il s’agit d’émettre des avis sur les salafistes, » et a réaffirmé que « les positions prises par les salafistes sont modérées. » Le parti a fait l’objet de critiques en particulier par les salafistes intégristes de la ville de Damaj située dans la province conservatrice de Saada. Ils ont condamné le fait que les salafistes d’AL-Rachad se soient engagés dans l’arène politique.
Le 21 septembre 2014, Al-Amri signe à Sanaa l’«Accord de paix et de partenariat national », au nom d’Al-Rachad, en présence du président Hadi et de l'émissaire de l'ONU au Yémen, Jamal ben Omar. L'accord a été signé par des représentants de Ansarallah, l'union rassemblant le mouvement houthistes et les principales factions politiques au Yémen. Le gouvernement a également participé à l’accord qui a été salué par le Conseil de Coopération du Golfe et par le Secrétaire général de l'Organisation des Nations unies.

### Liens supposés avec le terrorisme
Des rumeurs concernant l'affiliation d’Al-Rachad avec Al-Qaïda dans la péninsule arabique (« AQPA ») ont commencé à circuler à la suite de l’inclusion du secrétaire général du parti, Abd Al-Wahhab Al-Ḥumayqani, sur la liste des « terroristes mondiaux » du ministère des finances des États-Unis en 2013. Ce « Specially Designated Global Terrorist » aurait fourni une assistance, selon le gouvernement américain, aux activités d’Al Qaïda. En particulier, le gouvernement américain a affirmé qu’Al-Ḥumayqani était une figure importante au sein d’AQP, et qu’il aurait eu une relation avec les chefs de l'organisation terroriste. Al Ḥumayqani aurait prétendument utilisé son statut au sein de la communauté des organisations caritatives pour collecter des fonds pour la branche d'Al-Qaïda basée dans la péninsule arabique, et aurait orchestré une attaque de l’AQPA sur une base de la Garde républicaine yéménite dans la province d’Al-Bayda '.
À la lumière de ces liens et des accusations émises par le Département du Trésor américain, la revue Christian Science Monitor a rapporté que le gouvernement américain aurait conclu que le parti Al-Rachad ne serait "rien qu’une façade” créé en coordination avec des dirigeants d’AQPA dans le seul but d’augmenter le nombre de membres du mouvement et d’attirer plus de soutiens pour ses activités illicites.”